# Miramax
Miramax (ou Miramax Films Corp.) est une société de production et de distribution de cinéma américaine créée en 1979 par les frères Harvey et Robert Weinstein. Le studio a été racheté en 1993 par la Walt Disney Company, mais cette dernière l'a revendu en 2010 pour 660 millions de dollars à Filmyard Holdings LLC.

## Historique
Miramax a été créée en 1979 par les frères Harvey et Robert Weinstein afin de distribuer des films jugés non rentables par les grands studios hollywoodiens. Le nom de la compagnie est la combinaison des prénoms des parents des deux frères : Max et Miriam.

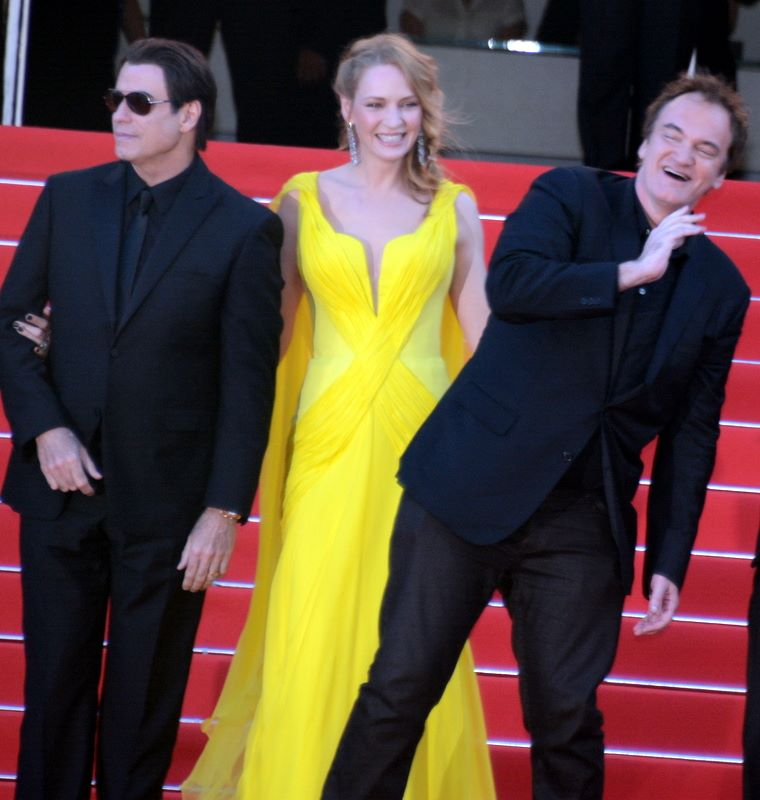
John Travolta, Uma Thurman et Quentin Tarantino au festival de Cannes à l'occasion des 20 ans de Pulp fiction.

Parmi les productions les plus marquantes de Miramax, on peut citer Reservoir Dogs (1992), Pulp Fiction (1994), Le Patient anglais (1996), Will Hunting (1997), Shakespeare in Love (1999), Kill Bill : Volume 1 / Volume 2 (2003 et 2004) et Fahrenheit 9/11 (2004).
Miramax possédait une filiale, Dimension Films, spécialisée dans les films de genre. Elle est surtout connue pour avoir produit la série des Scary Movie, dont les cinq épisodes parodient les grands succès cinématographiques des années 2000 et les Spy Kids.
Le 30 juin 1993, la société est rachetée par la Walt Disney Company, pour 80 millions de $, tout en laissant une certaine autonomie aux frères Weinstein.
Début 2005, les frères Weinstein, créateurs de la société, quittent la direction de l'entreprise, après un désaccord avec le groupe Disney, dont Miramax est devenue une filiale. Le 29 mars 2005, Disney et les frères Weinstein parviennent à un accord, Disney conserve la marque Miramax et les catalogues de Miramax et Dimension Films tandis que les frères Weinstein récupèrent la marque Dimension Films. Les deux frères créent peu après un nouveau groupe de médias, The Weinstein Company, autour de la Dimension Films. Miramax devient un des labels de Buena Vista Entertainment.

Logo de la filiale de distribution

Le 25 juillet 2005, Daniel Battsek est nommé PDG de Miramax après avoir été président de la filiale britannique de Buena Vista International. Le 3 octobre 2009, Disney officialise la réduction des productions annuelles de Miramax, 3 films au lieu de 6, et annonce que le nombre d'employés passera de 70 à 20 à partir de janvier 2010. Le 30 octobre, Daniel Battsek quitte son poste de pdg de cette filiale. Le 18 novembre 2009, la presse révèle que la société Bachi Corporation avait intenté un procès contre ThinkFilm (en), le studio de David Bergstein (en) et que ce dernier devait payer 670 000 USD. Bachi Corporation est une filiale de Miramax détenue par Disney et conservée après la vente.
Le 28 janvier 2010, Disney annonce la fermeture du studio Miramax Films et la perte des 80 postes. Le 2 février 2010, le New York Times évoque la possibilité que Disney vende le catalogue de 700 films et le nom Miramax pour 700 millions d'USD.
Le 21 mai 2010, le Walt Street Journal annonce que les négociations entre Disney et les frères Harvey et Robert Weinstein en vue du rachat de Miramax Films n'ont pas abouti mais n'étaient pas liées au prix d'achat d'environ 600 millions d'USD.
Le 29 juillet 2010, Disney annonce la vente de Miramax, filiales, catalogue de films et projets inclus, pour 660 millions de $ au groupe Filmyard Holdings comprenant Ron Tutor (en), Tom Barrack et Colony Capital. Le 3 décembre 2010, Disney annonce la finalisation de la transaction pour 663 millions de $.
Le 2 mars 2016, Miramax est racheté par BeIn, un groupe qatari dirigé par Nasser al-Khelaifi,.
En décembre 2019, Paramount Global annonce l'acquisition d'une participation de 49 % dans Miramax pour 375 millions de dollars à BeIn Media Group.